# Ростра

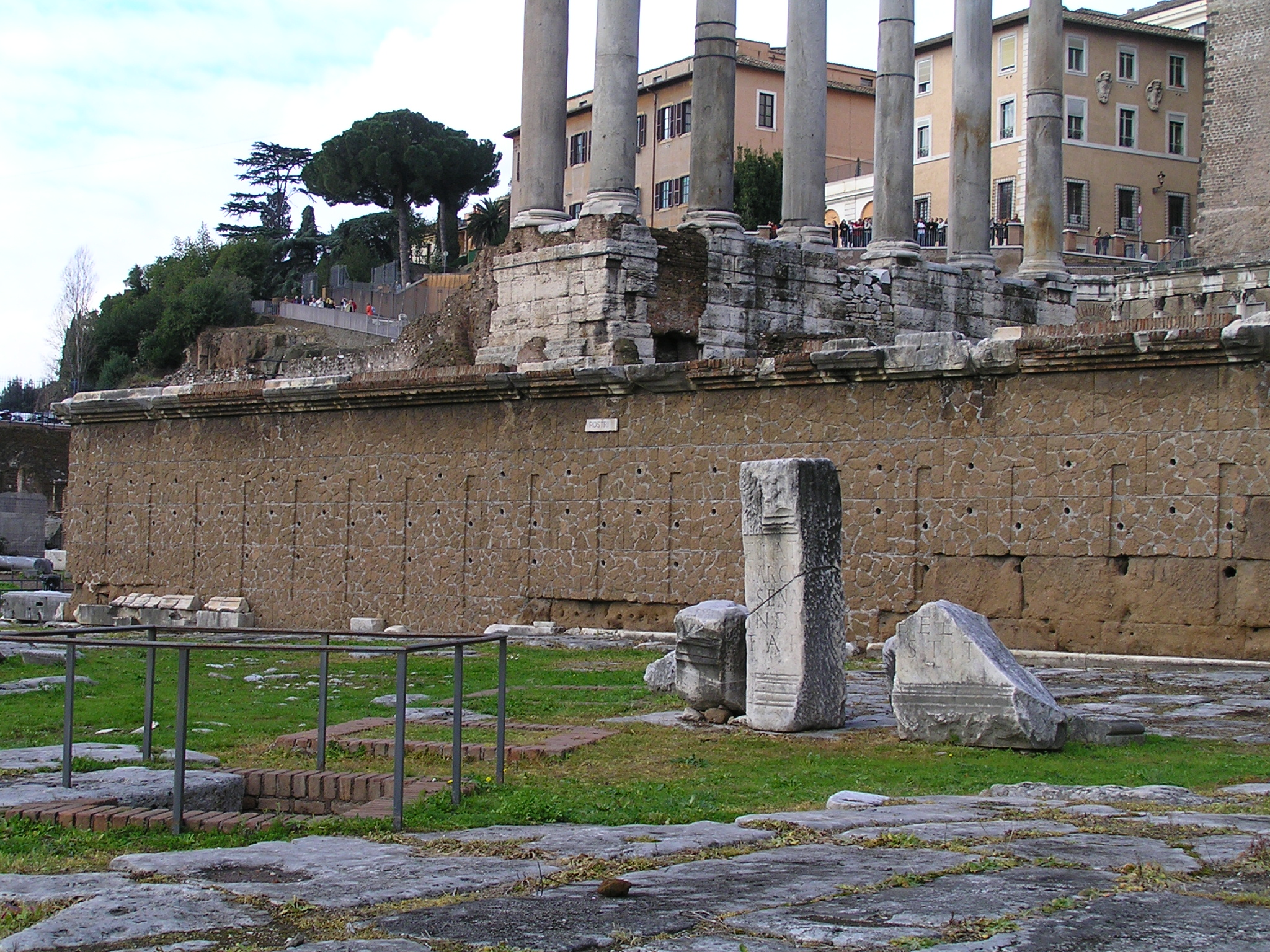
Ростра

Ро́стра (лат. rostra, множина від rostrum — «ніс корабля», «ростр») — у Стародавньому Римі ораторська трибуна на Форумі, прикрашена рострами ворожих кораблів, захоплених римлянами під командою К. Меценаса у 338 до н. е. у битві при Анції в ході Латинської війни 340–338 до н. е.
Мала вид платформи 24 м довжиною та 10 м шириною та здіймалася 3 м над поверхнею.

## Основні відомості
Сьогоднішня ростра була побудована та прикрашена за часів Августа носами кораблів єгипетської цариці Клеопатри VII після поразки її флоту в 31 до н. е. у битві при Акції.
У період Першої Пунічної війни (260 до н. е.) на честь перемоги над карфагенянам в морській битві при Мілах на форумі в Римі споруджена ростральна колона, прикрашеної носами захоплених кораблів.
У період пізнього класицизму (ампіру) традиція була відроджена — на честь морських перемог почали зводити ростральні колони.

## Галерея

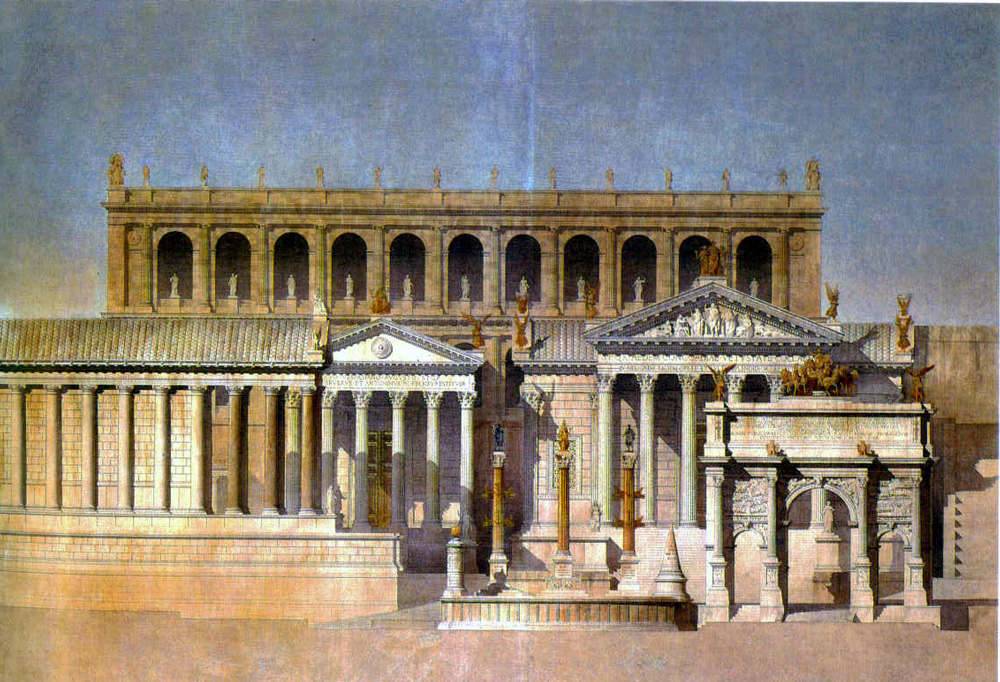
Реконструкція Римського форуму. Ростра — на передньому плані
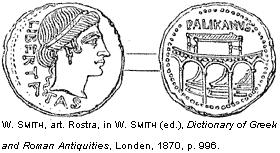
На монеті
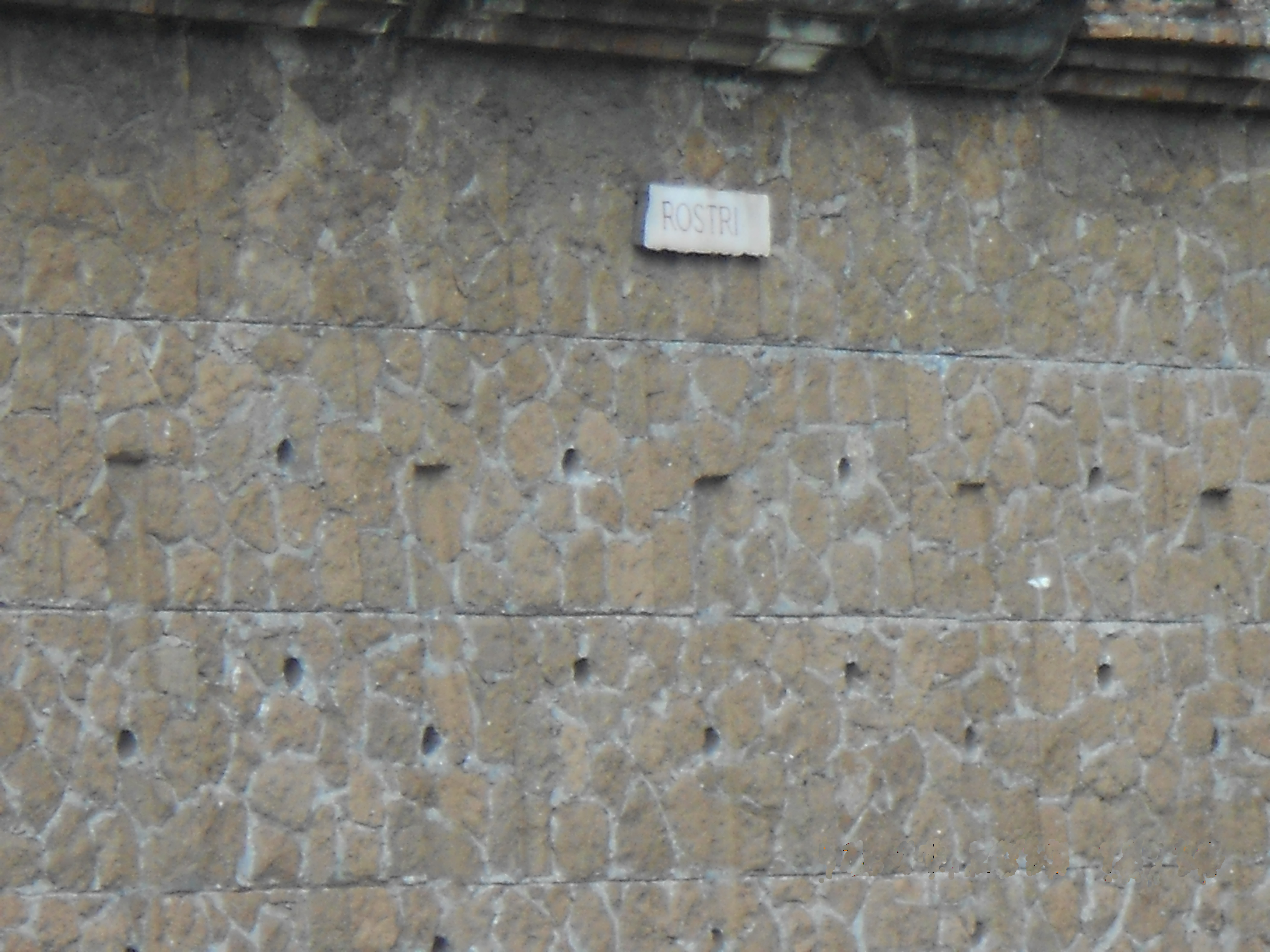
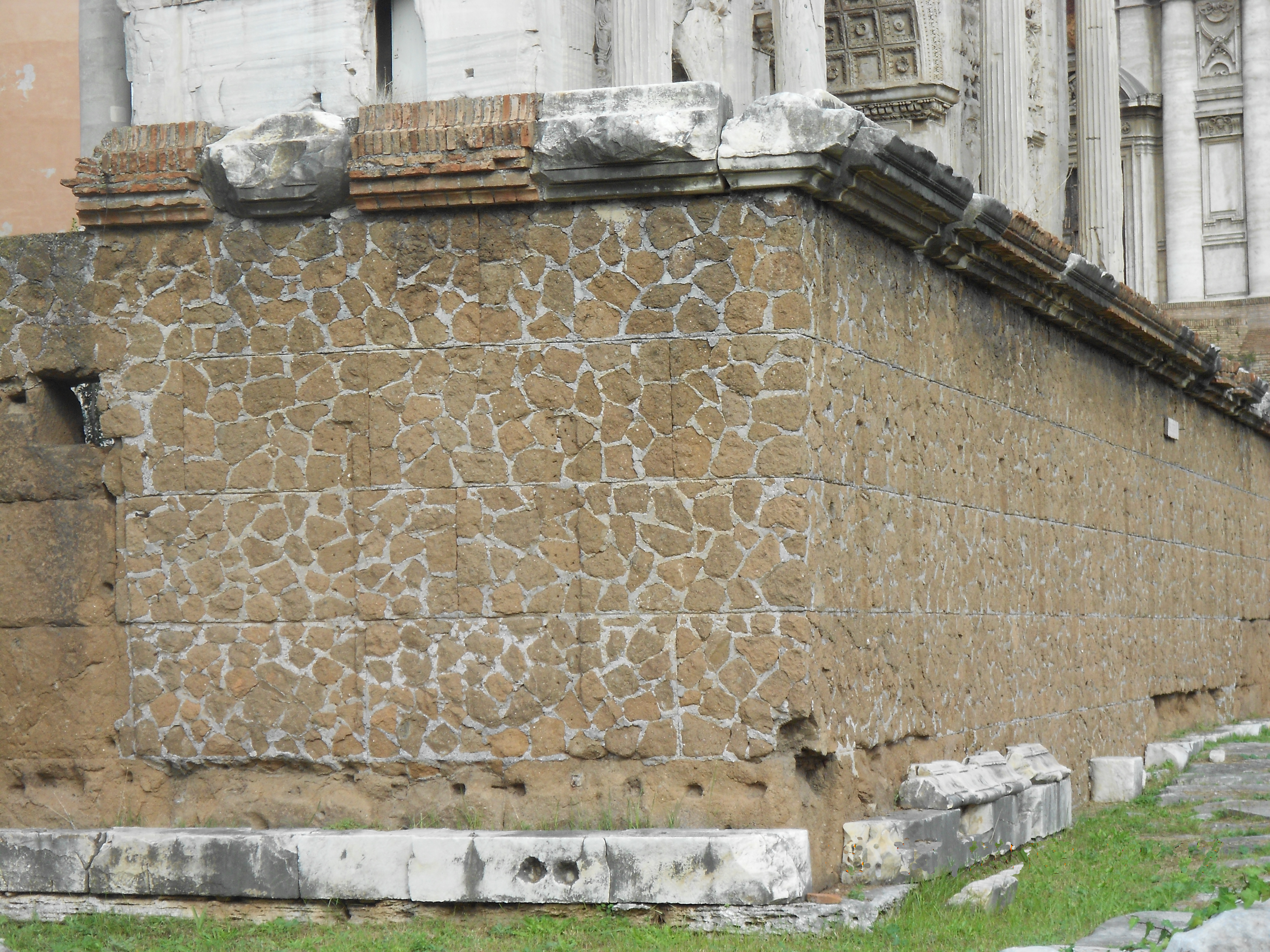
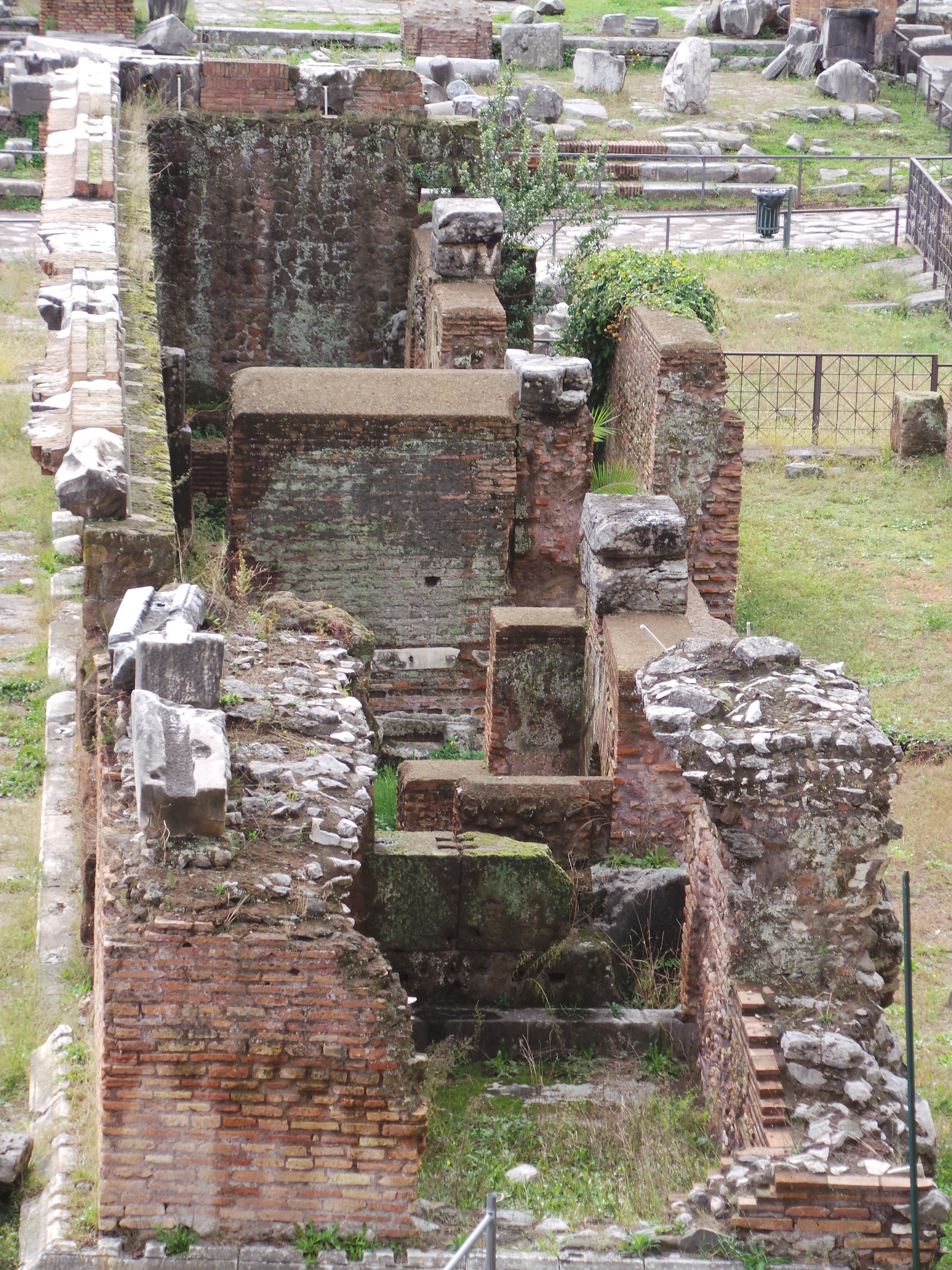
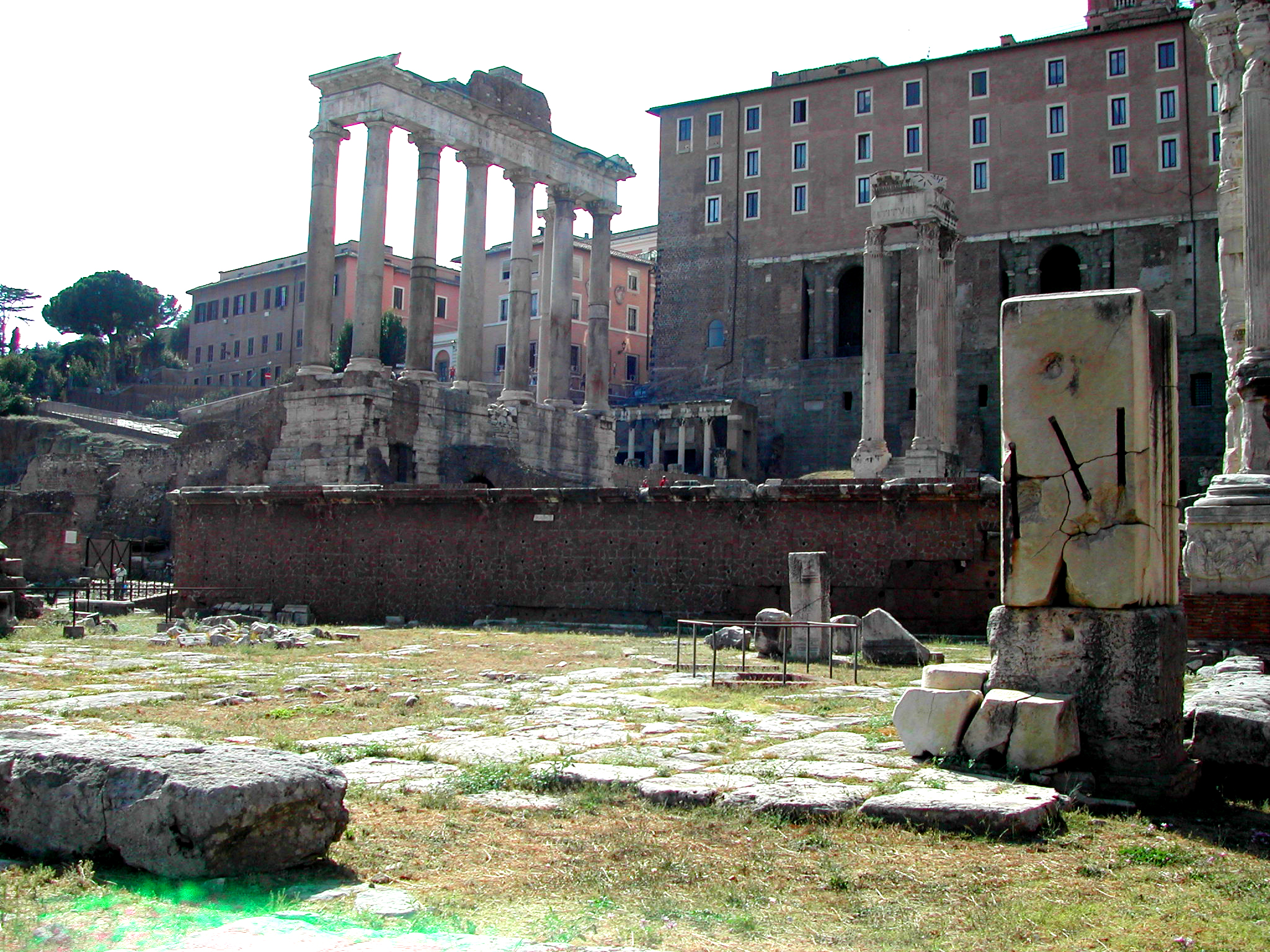
Ростра часів Августа